# Toposcopio

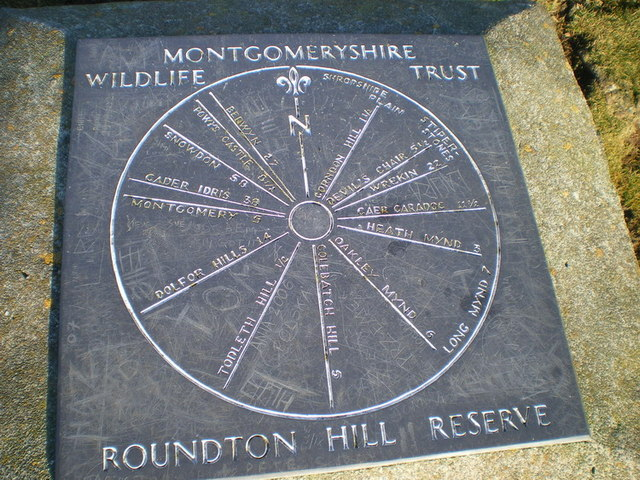
Toposcopio de pizarra en la cima de Roundton Hill (al oriente de Gales,en límites con Inglaterra), con el norte claramente marcado

Un toposcopio, topógrafo o mesa de orientación es un tipo de pantalla gráfica erigida en miradores sobre colinas, montañas u otros lugares elevados que indica la dirección, y generalmente la distancia, a características paisajísticas notables que se pueden ver desde ese punto. A menudo se colocan en parques públicos, terrenos de casas señoriales, en miradores cerca de estaciones de triangulación o lugares de interés histórico como campos de batalla.
Los toposcopios suelen mostrar los puntos cardinales, o al menos el Norte.
Los toposcopios más pequeños suelen consistir en una placa circular, o una placa con un círculo marcado, montada horizontalmente sobre un pedestal. Tienen líneas radiales que indican la dirección a varios puntos de referencia, junto con la distancia y, a menudo, una representación pictórica del punto de referencia. Con frecuencia se construyen de un metal (como bronce) colocado sobre un bloque de hormigón o piedra, que proporciona resistencia a la intemperie y al vandalismo.
Los toposcopios de gran tamaño pueden ser áreas circulares pavimentadas, con numerosas placas alrededor del perímetro, cada una de las cuales indica una característica particular del paisaje.